# إليزابيث فان ليو
إليزابيث فـان ليو (بالإنجليزية: Elizabeth Van Lew) هي جاسوسة أمريكية، ولدت في 25 أكتوبر 1818 في ريتشموند في الولايات المتحدة، وتوفي بنفس المكان في 25 سبتمبر 1900.

## وصلات خارجية
- إليزابيث فـان ليو على موقع الموسوعة البريطانية (الإنجليزية)